# Задача поиска ближайшего соседа

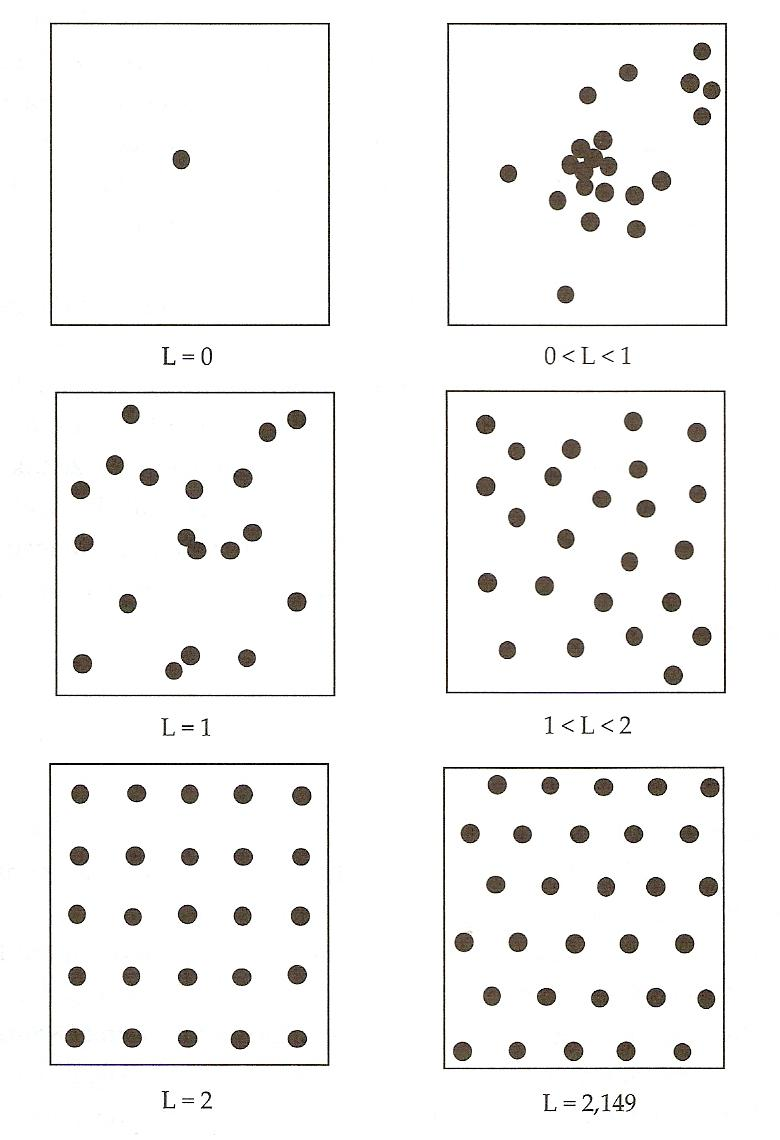
Результаты анализа ближайших соседей

Другие значения этого понятия см. в статье ближайший сосед
Задача поиска ближайшего соседа заключается в отыскании среди множества элементов, расположенных в метрическом пространстве, элементов близких к заданному, согласно некоторой заданной функции близости, определяющей это метрическое пространство.

## Приложения
Задача поиска ближайшего соседа встречается во множестве приложений, например в областях:
- Распознавание образов
- Классификация текстов
- Рекомендательные и экспертные системы
- Динамическое размещение рекламы в Интернете

## Модели данных
Перед решением прикладной задачи, необходимо выбрать форму представления объектов и функцию близости. В большинстве случаев, объекты представляются в виде многомерных векторов, а в качестве функции близости используется скалярное произведение их разности, но могут быть и другие формы представления данных, например:
- Множества — размер пересечения множеств
- Строки — расстояние Левенштейна
- Граф — соответствие структур

## Виды целей
Помимо классической задачи отыскания ближайшей к заданной точке, могут быть поставлены задачи:
- Найти приблизительных ближайших соседей (не обязательно наиболее близкого)
- Найти ближайшего соседа для группы элементов
- Найти несколько ближайших соседей
- Найти все пары элементов, расстояние между которыми меньше некоторого заданного
- Найти ближайших соседей в динамически меняющейся среде

## Алгоритмы

### Разбиение пространства
- Диаграммы Вороного
- KD-деревья
- BSP-деревья
- Деревья покрытий
- VP-деревья
- R-деревья

### Обратный индекс
Метод редких точек